# Vetelia
Vetelia è un genere di mammiferi cingolati estinti, appartenenti ai clamiforidi. Visse tra il Miocene inferiore e il Miocene superiore (circa 20 - 7 milioni di anni fa) e i suoi resti fossili sono stati ritrovati in Sudamerica.

## Descrizione
Questo animale era un armadillo di grandi dimensioni, paragonabili a quelle dell'attuale armadillo gigante (Priodontes maximus); si suppone che Vetelia potesse raggiungere il metro e mezzo di lunghezza, coda compresa. Vetelia era caratterizzato da osteodermi fissi con figura centrale ampia e leggermente convessa, che non raggiunge il margine posteriore; figure periferiche laterali che si fondono con la figura centrale verso il margine posteriore; da una a quattro figure anteriori. Gli osteodermi fissi dello scudo scapolare sono più allungati di quelli dello scudo pelvico. Gli osteodermi mobili hanno una figura centrale ampia e leggermente convessa, che parte dalla zona di transizione e raggiunge il margine posteriore dell'osteoderma; le figure periferiche laterali sono indivise e allungate. Gli osteodermi mobili hanno larghezza simile a quella degli osteodermi fissi, ma sono due volte più lunghi. Sia gli osteodermi fissi che mobili hanno forami piliferi del margine posteriore disposti in un'unica fila.
Il cranio ha arcate zigomatiche molto larghe e basse, e bulbi olfattivi sviluppati. La scatola cranica è piatta, senza cresta sagittale, ma con una forte cresta nucale a forma di w. Il muso è largo e ampio, e presenta denti premascellari (osservati nella specie Vetelia ghandii). La mandibola è molto robusta e massiccia, con nove denti molariformi ovati e a forma di scalpello. La fila di denti è estesa all'estremità più prossimale del ramo orizzontale, senza diastema dentale anteriore. Il processo condilare è più alto del processo coronoide; il processo angolare è situato a livello della superficie occlusale. Il ramo verticale è basso, con altezza pari a un terzo della lunghezza del ramo orizzontale (osservato nelle specie V. perforata e V. ghandii).

## Classificazione
Vetelia è un genere di armadilli tradizionalmente inclusi nella sottofamiglia Euphractinae, all'interno della famiglia Chlamyphoridae. Secondo le classificazioni più recenti, Vetelia sarebbe alla base di un clade composto da Priodontes e Cabassous (Barasoain et al., 2021). Il genere Vetelia venne istituito da Florentino Ameghino nel 1891, sulla base di alcuni osteodermi fossili ritrovati in Argentina in terreni della fine del Miocene inferiore; la specie tipo è Vetelia puncta, del Miocene inferiore - medio dell'Argentina e del Cile, ma a questo genere sono state attribuite anche le specie V. perforata (Miocene medio e superiore dell'Argentina) e V. gandhii (Miocene superiore dell'Argentina), la meglio conosciuta.